# Мадисон (Джорджия)
Ма́дисон (англ. Madison) — американский город в округе Морган, Джорджия. Был основан в 1807 году, получил своё название в честь четвертого президента США Джеймса Мэдисона. По данным переписи 2010 года население составляло 3 979 человек. Код FIPS 13-49196, GNIS ID 0332303, ZIP-код 30650.

## Население
По данным переписи 2000 года население составляло 3 636 человек, в городе проживало 964 семьи, находилось 1 362 домашних хозяйства и 1 494 строения с плотностью застройки 65,1 строения на км². Плотность населения 410,2 человека на км². Расовый состав населения: белые - 48,93%, афроамериканцы - 47,83%, коренные американцы (индейцы) - 0,08%, азиаты - 0,99%, представители других рас - 1,10%, представители двух или более рас - 1,07%. Испаноязычные составляли 2,09% населения. 
В 2000 году средний доход на домашнее хозяйство составлял $36 055 USD, средний доход на семью $40 265 USD. Мужчины имели средний доход $40 430 USD, женщины $21 411 USD. Средний доход на душу населения составлял $19 551 USD. Около 10,3% семей и 11,6% населения находятся за чертой бедности, включая 14,2% молодежи (до 18 лет) и 13,3% престарелых (старше 65 лет).